# Diospyros conformis
Diospyros conformis är en tvåhjärtbladig växtart som beskrevs av Bakh. Diospyros conformis ingår i släktet Diospyros och familjen Ebenaceae. Inga underarter finns listade i Catalogue of Life.